# Ligue des champions de hockey sur glace 2021-2022
Navigation
Ligue des champions 2020-2021 Ligue des champions 2022-2023
La Ligue des champions de hockey sur glace 2021-2022 est la septième édition de la Ligue des champions, un tournoi européen de hockey sur glace. Elle est organisée par l'European Ice Hockey Club Competition Ltd. (EICC) et la Fédération internationale de hockey sur glace.
 L'édition précédente a été annulée en raison de la pandémie de Covid-19.

## Clubs participants
32 équipes provenant de 13 ligues participent à la compétition : 
- le vainqueur de l'édition 2019-2020 ;
- 24 équipes des six ligues fondatrices : 4 équipes suédoises[1], 5 équipes suisses, 4 équipes finlandaises, 4 équipes allemandes, 3 équipes tchèques et 3 équipes autrichiennes  ;
- les champions nationaux de Slovaquie, Norvège, Danemark, France, Biélorussie, Royaume-Uni et Pologne ;
- le vainqueur de la Coupe continentale 2019-2020 : les danois du SønderjyskE Ishockey.

## Calendrier
| Phase                 | Matchs              | Matchs              | Date du tirage au sort | Aller                   | Retour                  |
| --------------------- | ------------------- | ------------------- | ---------------------- | ----------------------- | ----------------------- |
| Tour de qualification | Match 1             | Groupes A à F       | 19 mai 2021            | 26 et 27 août 2021      | 26 et 27 août 2021      |
| Tour de qualification | Match 1             | Groupes G et H      | 19 mai 2021            | 9 et 10 septembre 2021  | 9 et 10 septembre 2021  |
| Tour de qualification | Match 2             | Groupes A à F       | 19 mai 2021            | 28 et 29 août 2021      | 28 et 29 août 2021      |
| Tour de qualification | Match 2             | Groupes G et H      | 19 mai 2021            | 11 et 12 septembre 2021 | 11 et 12 septembre 2021 |
| Tour de qualification | Match 3             | Match 3             | 19 mai 2021            | 2 et 3 septembre 2021   | 2 et 3 septembre 2021   |
| Tour de qualification | Match 4             | Match 4             | 19 mai 2021            | 4 et 5 septembre 2021   | 4 et 5 septembre 2021   |
| Tour de qualification | Match 5             | Match 5             | 19 mai 2021            | 5 et 6 octobre 2021     | 5 et 6 octobre 2021     |
| Tour de qualification | Match 6             | Match 6             | 19 mai 2021            | 12 et 13 octobre 2021   | 12 et 13 octobre 2021   |
| Séries éliminatoires  | Huitièmes de finale | Huitièmes de finale | 15 octobre 2021        | 16 novembre 2021        | 23 et 24 novembre 2021  |
| Séries éliminatoires  | Quarts de finale    | Quarts de finale    | 15 octobre 2021        | 7 décembre 2021         | 14 décembre 2021        |
| Séries éliminatoires  | Demi-finales        | Demi-finales        | 15 octobre 2021        | 4 janvier 2022          | 11 janvier 2022         |
| Séries éliminatoires  | Finale              | Finale              | 15 octobre 2021        | 1er mars 2022           | 1er mars 2022           |

## Tour de qualification

### Tirage au sort
Le tirage au sort a lieu le 19 mai 2021 et détermine les huit groupes.
En raison d'un conflit de date causé par les tournois de qualification pour les Jeux olympiques d'hiver de 2022 qui se tiennent du 26 au 29 août 2021, huit équipes de pays participant à la qualification olympique (Autriche, Danemark, France, Italie, Norvège, Pologne, Ukraine) sont versées dans le chapeau 5 et réparties en deux groupes distincts qui ne joueront pas leurs matches aux dates spécifiées. Il n'y aura aucune protection pour ces équipes.
Les 24 équipes restantes sont réparties dans quatre chapeaux et tirées au sort selon la procédure standard en six groupes sur quatre,.
| Chapeau 1                                                                   | Chapeau 2                                                           | Chapeau 3                                                                        | Chapeau 4                                                                                                 | Chapeau 5 |
| --------------------------------------------------------------------------- | ------------------------------------------------------------------- | -------------------------------------------------------------------------------- | --- | --- |
| Frölunda HC Växjö Lakers HC EV Zoug Eisbären Berlin Lukko HC Oceláři Třinec | Rögle BK HC Lugano Adler Mannheim HIFK HC Sparta Prague Leksands IF | HC Fribourg-Gottéron EHC Munich TPS BK Mladá Boleslav Skellefteå AIK Lausanne HC | Fischtown Pinguins Bremerhaven Tappara ZSC Lions HC Slovan Bratislava Cardiff Devils SønderjyskE Ishockey | EC Klagenfurt AC HC Bolzano EC Red Bull Salzbourg Dragons de Rouen Frisk Tigers GKS Jastrzębie Rungsted Ishockey Donbass Donetsk |

### Résultats
Légende :

- P : Prolongations
- F : Tirs de fusillade
- En gras, qualifié pour les huitièmes de finale

Pour les autres significations des abréviations, voir statistiques du hockey sur glace.
| Clt   | Équipe                         | PJ | V | VP | D | DP | BP | BC | Diff | Pts |
| ----- | ------------------------------ | -- | - | -- | - | -- | -- | -- | ---- | --- |
| +001, | HC Sparta Prague               | 6  | 3 | 2  | 1 | 0  | 17 | 10 | +7   | 13  |
| +002, | Växjö Lakers HC                | 6  | 3 | 0  | 2 | 1  | 14 | 10 | +4   | 10  |
| +003, | Fischtown Pinguins Bremerhaven | 6  | 3 | 0  | 3 | 0  | 10 | 15 | -5   | 9   |
| +004, | TPS                            | 6  | 1 | 0  | 4 | 1  | 10 | 16 | -6   | 4   |

| Club        |       |       |     |     |
| ----------- | ----- | ----- | --- | --- |
| Prague      |       | 2-1 P | 5-2 | 3-2 |
| Växjö       | 2-1   |       | 5-0 | 4-2 |
| Bremerhaven | 1-2   | 2-1   |     | 3-0 |
| TPS         | 2-3 F | 3-1   | 1-2 |     |

| Clt   | Équipe            | PJ | V | VP | D | DP | BP | BC | Diff | Pts |
| ----- | ----------------- | -- | - | -- | - | -- | -- | -- | ---- | --- |
| +001, | Frölunda HC       | 6  | 4 | 1  | 1 | 0  | 19 | 13 | +6   | 14  |
| +002, | ZSC Lions         | 6  | 4 | 0  | 1 | 1  | 16 | 12 | +4   | 13  |
| +003, | HIFK              | 6  | 2 | 1  | 3 | 0  | 10 | 9  | +1   | 8   |
| +004, | BK Mladá Boleslav | 6  | 0 | 0  | 5 | 1  | 9  | 20 | -11  | 1   |

| Club      |     |       |       |     |
| --------- | --- | ----- | ----- | --- |
| Frölunda  |     | 4-3 P | 4-1   | 4-3 |
| ZSC Lions | 4-2 |       | 0-3   | 7-3 |
| HIFK      | 2-3 | 0-2   |       | 2-1 |
| Boleslav  | 1-4 | 0-1   | 1-2 P |     |

| Clt   | Équipe         | PJ | V | VP | D | DP | BP | BC | Diff | Pts |
| ----- | -------------- | -- | - | -- | - | -- | -- | -- | ---- | --- |
| +001, | Lukko          | 6  | 4 | 0  | 0 | 2  | 22 | 11 | +11  | 14  |
| +002, | Adler Mannheim | 6  | 3 | 1  | 2 | 0  | 21 | 13 | +8   | 11  |
| +003, | Lausanne HC    | 6  | 2 | 1  | 3 | 0  | 11 | 15 | -4   | 8   |
| +004, | Cardiff Devils | 6  | 1 | 0  | 5 | 0  | 11 | 26 | -15  | 3   |

| Club     |       |     |       |     |
| -------- | ----- | --- | ----- | --- |
| Lukko    |       | 5-1 | 2-3 P | 5-2 |
| Mannheim | 2-1 F |     | 1-3   | 7-2 |
| Lausanne | 0-3   | 2-5 |       | 2-0 |
| Cardiff  | 3-6   | 0-5 | 4-1   |     |

| Clt   | Équipe               | PJ | V | VP | D | DP | BP | BC | Diff | Pts |
| ----- | -------------------- | -- | - | -- | - | -- | -- | -- | ---- | --- |
| +001, | Rögle BK             | 6  | 4 | 1  | 1 | 0  | 23 | 14 | +9   | 14  |
| +002, | EHC Munich           | 6  | 4 | 0  | 2 | 0  | 25 | 13 | +12  | 12  |
| +003, | EV Zoug              | 6  | 3 | 0  | 2 | 1  | 28 | 19 | +9   | 10  |
| +004, | SønderjyskE Ishockey | 6  | 0 | 0  | 6 | 0  | 11 | 41 | -30  | 0   |

| Club        |       |     |      |     |
| ----------- | ----- | --- | ---- | --- |
| Rögle       |       | 4-3 | 5-3  | 8-3 |
| Munich      | 2-1   |     | 3-4  | 6-2 |
| Zoug        | 1-2 P | 1-6 |      | 9-3 |
| SønderjyskE | 2-3   | 1-5 | 0-10 |     |

| Clt   | Équipe          | PJ | V | VP | D | DP | BP | BC | Diff | Pts |
| ----- | --------------- | -- | - | -- | - | -- | -- | -- | ---- | --- |
| +001, | Tappara         | 6  | 3 | 2  | 1 | 0  | 25 | 18 | +7   | 13  |
| +002, | Skellefteå AIK  | 6  | 3 | 0  | 3 | 0  | 22 | 21 | +1   | 9   |
| +003, | HC Lugano       | 6  | 2 | 0  | 3 | 1  | 20 | 23 | -3   | 7   |
| +004, | Eisbären Berlin | 6  | 2 | 0  | 3 | 1  | 21 | 26 | -5   | 7   |

| Club       |     |     |       |       |
| ---------- | --- | --- | ----- | ----- |
| Tappara    |     | 4-2 | 3-2 P | 5-4 P |
| Skellefteå | 6-1 |     | 3-5   | 5-3   |
| Lugano     | 3-6 | 5-1 |       | 2-4   |
| Berlin     | 1-6 | 3-5 | 6-3   |       |

| Clt   | Équipe               | PJ | V | VP | D | DP | BP | BC | Diff | Pts |
| ----- | -------------------- | -- | - | -- | - | -- | -- | -- | ---- | --- |
| +001, | HC Fribourg-Gottéron | 6  | 6 | 0  | 0 | 0  | 25 | 9  | +16  | 18  |
| +002, | Leksands IF          | 6  | 4 | 0  | 2 | 0  | 17 | 16 | +1   | 12  |
| +003, | HC Oceláři Třinec    | 6  | 2 | 0  | 4 | 0  | 15 | 17 | -2   | 6   |
| +004, | HC Slovan Bratislava | 6  | 0 | 0  | 6 | 0  | 8  | 23 | -15  | 0   |

| Club              |     |     |     |     |
| ----------------- | --- | --- | --- | --- |
| Fribourg-Gottéron |     | 3-0 | 6-2 | 5-2 |
| Leksands IF       | 2-5 |     | 3-2 | 5-3 |
| Třinec            | 3-4 | 1-3 |     | 3-0 |
| Bratislava        | 0-2 | 2-4 | 1-4 |     |

| Clt   | Équipe            | PJ | V | VP | D | DP | BP | BC | Diff | Pts |
| ----- | ----------------- | -- | - | -- | - | -- | -- | -- | ---- | --- |
| +001, | EC Klagenfurt AC  | 6  | 3 | 2  | 1 | 0  | 19 | 9  | +10  | 13  |
| +002, | Dragons de Rouen  | 6  | 3 | 0  | 2 | 1  | 15 | 14 | +1   | 10  |
| +003, | Donbass Donetsk   | 6  | 2 | 0  | 2 | 2  | 15 | 17 | -2   | 8   |
| +004, | Rungsted Ishockey | 6  | 0 | 2  | 3 | 1  | 13 | 22 | -9   | 5   |

| Club       |     |       |       | P     |
| ---------- | --- | ----- | ----- | ----- |
| Klagenfurt |     | 2-1 P | 1-2   | 3-2 P |
| Rouen      | 0-4 |       | 4-3   | 5-1   |
| Donetsk    | 3-4 | 2-1   |       | 2-3 F |
| Rungsted   | 1-5 | 2-4   | 4-3 P |       |

| Clt   | Équipe                | PJ | V | VP | D | DP | BP | BC | Diff | Pts |
| ----- | --------------------- | -- | - | -- | - | -- | -- | -- | ---- | --- |
| +001, | EC Red Bull Salzbourg | 6  | 4 | 1  | 1 | 0  | 23 | 13 | +10  | 14  |
| +002, | HC Bolzano            | 6  | 3 | 1  | 0 | 2  | 20 | 13 | +7   | 13  |
| +003, | GKS Jastrzębie        | 6  | 2 | 0  | 3 | 1  | 17 | 21 | -4   | 7   |
| +004, | Frisk Tigers          | 6  | 0 | 1  | 5 | 0  | 11 | 24 | -13  | 2   |

| Club         |       |       |     |       |
| ------------ | ----- | ----- | --- | ----- |
| Salzbourg    |       | 3-5   | 6-1 | 1-0   |
| Bolzano      | 3-4 P |       | 3-1 | 1-2 F |
| Jastrzębie   | 2-3   | 2-3 F |     | 4-3   |
| Frisk Tigers | 2-6   | 1-5   | 3-7 |       |

## Séries éliminatoires
Les deux premières équipes de chaque groupe participent aux séries éliminatoires.
Les 8 premiers des groupes du premier tour sont dans le chapeau A. Les 8 autres équipes sont dans le chapeau B. Les équipes du chapeau A affronteront celles du chapeau B, celle du chapeau A recevant lors du match retour. Deux équipes qualifiées dans un même groupe ne peuvent pas s'affronter lors des huitièmes de finale, mais aucune restriction n'existe concernant l'affrontement de formations du même pays. Le tirage des séries déterminera non seulement les duels en huitièmes de finale mais également le parcours potentiel de chaque équipe jusqu'en finale.
| Groupe | 1er de groupe – Chapeau A | 2e de groupe – Chapeau B |
| ------ | ------------------------- | ------------------------ |
| A      | HC Sparta Prague          | Växjö Lakers HC          |
| B      | Frölunda HC               | ZSC Lions                |
| C      | Lukko                     | Adler Mannheim           |
| D      | Rögle BK                  | EHC Munich               |
| E      | Tappara                   | Skellefteå AIK           |
| F      | HC Fribourg-Gottéron      | Leksands IF              |
| G      | EC Klagenfurt AC          | Dragons de Rouen         |
| H      | EC Red Bull Salzbourg     | HC Bolzano               |

### Tableau
|  | Huitièmes de finale   | Huitièmes de finale   | Huitièmes de finale | Huitièmes de finale |             |             | Quarts de finale | Quarts de finale | Quarts de finale | Quarts de finale |  |  | Demi-finales    | Demi-finales    | Demi-finales    | Demi-finales    |  |  | Finale   | Finale   | Finale   | Finale   |
|  |                       |                       |                     |                     |             |             |                  |                  |                  |                  |  |  |                 |                 |                 |                 |  |  |          |          |          |          |
|  | 16 et 24 novembre     | 16 et 24 novembre     | 16 et 24 novembre   | 16 et 24 novembre   |             |             | 7 et 14 décembre | 7 et 14 décembre | 7 et 14 décembre | 7 et 14 décembre |  |  | 4 et 25 janvier | 4 et 25 janvier | 4 et 25 janvier | 4 et 25 janvier |  |  | 1er mars | 1er mars | 1er mars | 1er mars |
|  | EHC Munich            | EHC Munich            | 4                   | 3                   |             |             | 7 et 14 décembre | 7 et 14 décembre | 7 et 14 décembre | 7 et 14 décembre |  |  | 4 et 25 janvier | 4 et 25 janvier | 4 et 25 janvier | 4 et 25 janvier |  |  | 1er mars | 1er mars | 1er mars | 1er mars |
|  | EHC Munich            | EHC Munich            | 4                   | 3                   |             |             | 7 et 14 décembre | 7 et 14 décembre | 7 et 14 décembre | 7 et 14 décembre |  |  | 4 et 25 janvier | 4 et 25 janvier | 4 et 25 janvier | 4 et 25 janvier |  |  | 1er mars | 1er mars | 1er mars | 1er mars |
|  | HC Fribourg-Gottéron  | HC Fribourg-Gottéron  | 2                   | 2                   |             |             | 7 et 14 décembre | 7 et 14 décembre | 7 et 14 décembre | 7 et 14 décembre |  |  | 4 et 25 janvier | 4 et 25 janvier | 4 et 25 janvier | 4 et 25 janvier |  |  | 1er mars | 1er mars | 1er mars | 1er mars |
|  | HC Fribourg-Gottéron  | HC Fribourg-Gottéron  | 2                   | 2                   | EHC Munich  | EHC Munich  | 2                | 2 P              |                  |                  |  |  | 4 et 25 janvier | 4 et 25 janvier | 4 et 25 janvier | 4 et 25 janvier |  |  | 1er mars | 1er mars | 1er mars | 1er mars |
|  | 16 et 24 novembre     |                       |                     |                     | EHC Munich  | EHC Munich  | 2                | 2 P              |                  |                  |  |  | 4 et 25 janvier | 4 et 25 janvier | 4 et 25 janvier | 4 et 25 janvier |  |  | 1er mars | 1er mars | 1er mars | 1er mars |
|  |                       |                       | Lukko               | Lukko               | 2           | 1           |                  |                  |                  |                  |  |  | 4 et 25 janvier | 4 et 25 janvier | 4 et 25 janvier | 4 et 25 janvier |  |  | 1er mars | 1er mars | 1er mars | 1er mars |
|  | HC Bolzano            | HC Bolzano            | Lukko               | Lukko               | 2           | 1           | 1                | -                |                  |                  |  |  | 4 et 25 janvier | 4 et 25 janvier | 4 et 25 janvier | 4 et 25 janvier |  |  | 1er mars | 1er mars | 1er mars | 1er mars |
|  | HC Bolzano            | HC Bolzano            | 7 et 14 décembre    |                     |             |             | 1                | -                |                  |                  |  |  | 4 et 25 janvier | 4 et 25 janvier | 4 et 25 janvier | 4 et 25 janvier |  |  | 1er mars | 1er mars | 1er mars | 1er mars |
|  | Lukko                 | Lukko                 | 3                   | -                   |             |             |                  |                  |                  |                  |  |  | 4 et 25 janvier | 4 et 25 janvier | 4 et 25 janvier | 4 et 25 janvier |  |  | 1er mars | 1er mars | 1er mars | 1er mars |
|  | Lukko                 | Lukko                 | 3                   | -                   | EHC Munich  | EHC Munich  | -                | 0                |                  |                  |  |  |                 |                 |                 |                 |  |  | 1er mars | 1er mars | 1er mars | 1er mars |
|  | 16 et 23 novembre     |                       |                     |                     | EHC Munich  | EHC Munich  | -                | 0                |                  |                  |  |  |                 |                 |                 |                 |  |  | 1er mars | 1er mars | 1er mars | 1er mars |
|  |                       |                       | Tappara             | Tappara             | -           | 3           |                  |                  |                  |                  |  |  |                 |                 |                 |                 |  |  | 1er mars | 1er mars | 1er mars | 1er mars |
|  | Växjö Lakers HC       | Växjö Lakers HC       | Tappara             | Tappara             | -           | 3           | 2                | 2                |                  |                  |  |  |                 |                 |                 |                 |  |  | 1er mars | 1er mars | 1er mars | 1er mars |
|  | Växjö Lakers HC       | Växjö Lakers HC       | 4 et 11 janvier     |                     |             |             | 2                | 2                |                  |                  |  |  |                 |                 |                 |                 |  |  | 1er mars | 1er mars | 1er mars | 1er mars |
|  | Tappara               | Tappara               | 2                   | 4                   |             |             |                  |                  |                  |                  |  |  |                 |                 |                 |                 |  |  | 1er mars | 1er mars | 1er mars | 1er mars |
|  | Tappara               | Tappara               | 2                   | 4                   | Tappara     | Tappara     | 3                | 4                |                  |                  |  |  |                 |                 |                 |                 |  |  | 1er mars | 1er mars | 1er mars | 1er mars |
|  | 17 et 24 novembre     |                       |                     |                     | Tappara     | Tappara     | 3                | 4                |                  |                  |  |  |                 |                 |                 |                 |  |  | 1er mars | 1er mars | 1er mars | 1er mars |
|  |                       |                       | Dragons de Rouen    | Dragons de Rouen    | 3           | 0           |                  |                  |                  |                  |  |  |                 |                 |                 |                 |  |  | 1er mars | 1er mars | 1er mars | 1er mars |
|  | Dragons de Rouen      | Dragons de Rouen      | Dragons de Rouen    | Dragons de Rouen    | 3           | 0           | 3                | 1                |                  |                  |  |  |                 |                 |                 |                 |  |  | 1er mars | 1er mars | 1er mars | 1er mars |
|  | Dragons de Rouen      | Dragons de Rouen      | 7 et 14 décembre    |                     |             |             | 3                | 1                |                  |                  |  |  |                 |                 |                 |                 |  |  | 1er mars | 1er mars | 1er mars | 1er mars |
|  | EC Red Bull Salzbourg | EC Red Bull Salzbourg | 0                   | 3                   |             |             |                  |                  |                  |                  |  |  |                 |                 |                 |                 |  |  | 1er mars | 1er mars | 1er mars | 1er mars |
|  | EC Red Bull Salzbourg | EC Red Bull Salzbourg | 0                   | 3                   | Tappara     | Tappara     | 1                | 1                |                  |                  |  |  |                 |                 |                 |                 |  |  |          |          |          |          |
|  | 16 et 23 novembre     |                       |                     |                     | Tappara     | Tappara     | 1                | 1                |                  |                  |  |  |                 |                 |                 |                 |  |  |          |          |          |          |
|  |                       |                       | Rögle BK            | Rögle BK            | 2           | 2           |                  |                  |                  |                  |  |  |                 |                 |                 |                 |  |  |          |          |          |          |
|  | ZSC Lions             | ZSC Lions             | Rögle BK            | Rögle BK            | 2           | 2           | 3                | 1                |                  |                  |  |  |                 |                 |                 |                 |  |  |          |          |          |          |
|  | ZSC Lions             | ZSC Lions             |                     |                     |             |             |                  | 1                |                  |                  |  |  |                 |                 |                 |                 |  |  |          |          |          |          |
|  | Rögle BK              | Rögle BK              | 4                   | 3                   |             |             |                  |                  |                  |                  |  |  |                 |                 |                 |                 |  |  |          |          |          |          |
|  | Rögle BK              | Rögle BK              | 4                   | 3                   | Rögle BK    | Rögle BK    | 5                | 1                |                  |                  |  |  |                 |                 |                 |                 |  |  |          |          |          |          |
|  | 16 et 23 novembre     |                       |                     |                     | Rögle BK    | Rögle BK    | 5                | 1                |                  |                  |  |  |                 |                 |                 |                 |  |  |          |          |          |          |
|  |                       |                       | HC Sparta Prague    | HC Sparta Prague    | 2           | 3           |                  |                  |                  |                  |  |  |                 |                 |                 |                 |  |  |          |          |          |          |
|  | Skellefteå AIK        | Skellefteå AIK        | HC Sparta Prague    | HC Sparta Prague    | 2           | 3           | 1                | 2                |                  |                  |  |  |                 |                 |                 |                 |  |  |          |          |          |          |
|  | Skellefteå AIK        | Skellefteå AIK        | 7 et 14 décembre    |                     |             |             | 1                | 2                |                  |                  |  |  |                 |                 |                 |                 |  |  |          |          |          |          |
|  | HC Sparta Prague      | HC Sparta Prague      | 3                   | 1                   |             |             |                  |                  |                  |                  |  |  |                 |                 |                 |                 |  |  |          |          |          |          |
|  | HC Sparta Prague      | HC Sparta Prague      | 3                   | 1                   | Rögle BK    | Rögle BK    | 5                | 3                |                  |                  |  |  |                 |                 |                 |                 |  |  |          |          |          |          |
|  | 16 et 23 novembre     |                       |                     |                     | Rögle BK    | Rögle BK    | 5                | 3                |                  |                  |  |  |                 |                 |                 |                 |  |  |          |          |          |          |
|  |                       |                       | Frölunda HC         | Frölunda HC         | 3           | 1           |                  |                  |                  |                  |  |  |                 |                 |                 |                 |  |  |          |          |          |          |
|  | Adler Mannheim        | Adler Mannheim        | Frölunda HC         | Frölunda HC         | 3           | 1           | 1                | 1                |                  |                  |  |  |                 |                 |                 |                 |  |  |          |          |          |          |
|  | Adler Mannheim        | Adler Mannheim        |                     |                     |             |             |                  | 1                |                  |                  |  |  |                 |                 |                 |                 |  |  |          |          |          |          |
|  | Frölunda HC           | Frölunda HC           | 10                  | 4                   |             |             |                  |                  |                  |                  |  |  |                 |                 |                 |                 |  |  |          |          |          |          |
|  | Frölunda HC           | Frölunda HC           | 10                  | 4                   | Frölunda HC | Frölunda HC | 5                | 3                |                  |                  |  |  |                 |                 |                 |                 |  |  |          |          |          |          |
|  | 16 et 23 novembre     |                       |                     |                     | Frölunda HC | Frölunda HC | 5                | 3                |                  |                  |  |  |                 |                 |                 |                 |  |  |          |          |          |          |
|  |                       |                       | Leksands IF         | Leksands IF         | 2           | 3           |                  |                  |                  |                  |  |  |                 |                 |                 |                 |  |  |          |          |          |          |
|  | Leksands IF           | Leksands IF           | Leksands IF         | Leksands IF         | 2           | 3           | 0                | 8                |                  |                  |  |  |                 |                 |                 |                 |  |  |          |          |          |          |
|  | Leksands IF           | Leksands IF           |                     |                     |             |             |                  | 8                |                  |                  |  |  |                 |                 |                 |                 |  |  |          |          |          |          |
|  | EC Klagenfurt AC      | EC Klagenfurt AC      | 4                   | 0                   |             |             |                  |                  |                  |                  |  |  |                 |                 |                 |                 |  |  |          |          |          |          |
|  | EC Klagenfurt AC      | EC Klagenfurt AC      | 4                   | 0                   |             |             |                  |                  |                  |                  |  |  |                 |                 |                 |                 |  |  |          |          |          |          |
|  |                       |                       |                     |                     |             |             |                  |                  |                  |                  |  |  |                 |                 |                 |                 |  |  |          |          |          |          |

### Huitièmes de finale
| Équipe 1         | Match aller | Total  | Match retour | Équipe 2              |
| ---------------- | ----------- | ------ | ------------ | --------------------- |
| EHC Munich       | 4 - 2       | 7 - 4  | 3 - 2        | HC Fribourg-Gottéron  |
| HC Bolzano       | 1 - 3       | 1 - 3  | Annulé       | Lukko                 |
| Växjö Lakers HC  | 2 - 2       | 4 - 6  | 2 - 4        | Tappara               |
| Dragons de Rouen | 3 - 0       | 4 - 3  | 1 - 3        | EC Red Bull Salzbourg |
| ZSC Lions        | 3 - 4       | 4 - 7  | 1 - 3        | Rögle BK              |
| Skellefteå AIK   | 1 - 3       | 2 - 1  | 3 - 4        | HC Sparta Prague      |
| Adler Mannheim   | 1 - 10      | 2 - 14 | 1 - 4        | Frölunda HC           |
| Leksands IF      | 0 - 4       | 8 - 4  | 8 - 0        | EC Klagenfurt AC      |

- En gras, qualifié pour les quarts de finale

### Quarts de finale
| Équipe 1         | Match aller | Total | Match retour | Équipe 2         |
| ---------------- | ----------- | ----- | ------------ | ---------------- |
| EHC Munich       | 2 - 2       | 4 - 3 | 2 - 1 (Pr.)  | Lukko            |
| Dragons de Rouen | 3 - 3       | 3 - 7 | 0 - 4        | Tappara          |
| Rögle BK         | 5 - 2       | 6 - 5 | 1 - 3        | HC Sparta Prague |
| Leksands IF      | 2 - 5       | 5 - 8 | 3 - 3        | Frölunda HC      |

- En gras, qualifié pour les demi-finales

### Demi-finales
| Équipe 1   | Match aller | Total | Match retour | Équipe 2    |
| ---------- | ----------- | ----- | ------------ | ----------- |
| EHC Munich | Annulé      | 0 - 3 | 0 - 3        | Tappara     |
| Rögle BK   | 5 - 3       | 8 - 4 | 3 - 1        | Frölunda HC |

- En gras, qualifié pour la finale

### Finale
| 1er mars 2022 | Rögle BK | 2-1 (1-0, 1-0, 0-1) | Tappara | Catena Arena, Ängelholm 4 950 spectateurs |

## Nombre d'équipes par pays et par tour
| Association | Association | Phase de groupes                                                              | Huitièmes de finale                                                   | Quarts de finale                      | Demi-finales             | Finale                |
| ----------- | ----------- | ----------------------------------------------------------------------------- | --------------------------------------------------------------------- | ------------------------------------- | ------------------------ | --------------------- |
| Suède       |             | 5 Frölunda HC, Leksands IF, Rögle BK, Skellefteå AIK, Växjö Lakers HC         | 5 Frölunda HC, Leksands IF, Rögle BK, Skellefteå AIK, Växjö Lakers HC | 3 Frölunda HC, Leksands IF, Rögle BK, | 2 Frölunda HC, Rögle BK, | 1 Rögle BK,           |
| Finlande    |             | 4 HIFK, Lukko, Tappara, TPS                                                   | 2 Lukko, Tappara                                                      | 2 Lukko, Tappara                      | 1 Tappara                | 1 Tappara             |
| Allemagne   |             | 4 Adler Mannheim, EHC Munich, Eisbären Berlin, Fischtown Pinguins Bremerhaven | 2 Adler Mannheim, EHC Munich                                          | 1 EHC Munich                          | 1 EHC Munich             | Plus de représentants |
| Tchéquie    |             | 3 BK Mladá Boleslav, HC Oceláři Třinec, HC Sparta Prague                      | 1 HC Sparta Prague                                                    | 1 HC Sparta Prague                    | Plus de représentants    | Plus de représentants |
| France      |             | 1 Dragons de Rouen                                                            | 1 Dragons de Rouen                                                    | 1 Dragons de Rouen                    | Plus de représentants    | Plus de représentants |
| Suisse      |             | 5 EV Zoug, HC Fribourg-Gottéron, HC Lugano, Lausanne HC, ZSC Lions            | 2 HC Fribourg-Gottéron, ZSC Lions                                     | Plus de représentants                 | Plus de représentants    | Plus de représentants |
| Autriche    |             | 2 EC Klagenfurt AC, EC Red Bull Salzbourg                                     | 2 EC Klagenfurt AC, EC Red Bull Salzbourg                             | Plus de représentants                 | Plus de représentants    | Plus de représentants |
| Italie      |             | 1 HC Bolzano                                                                  | 1 HC Bolzano                                                          | Plus de représentants                 | Plus de représentants    | Plus de représentants |
| Danemark    |             | 2 Rungsted Ishockey, SønderjyskE Ishockey                                     | Plus de représentants                                                 | Plus de représentants                 | Plus de représentants    | Plus de représentants |
| Norvège     |             | 1 Frisk Tigers                                                                | Plus de représentants                                                 | Plus de représentants                 | Plus de représentants    | Plus de représentants |
| Pologne     |             | 1 GKS Jastrzębie                                                              | Plus de représentants                                                 | Plus de représentants                 | Plus de représentants    | Plus de représentants |
| Royaume-Uni |             | 1 Cardiff Devils                                                              | Plus de représentants                                                 | Plus de représentants                 | Plus de représentants    | Plus de représentants |
| Slovaquie   |             | 1 HC Slovan Bratislava                                                        | Plus de représentants                                                 | Plus de représentants                 | Plus de représentants    | Plus de représentants |
| Ukraine     |             | 1 Donbass Donetsk                                                             | Plus de représentants                                                 | Plus de représentants                 | Plus de représentants    | Plus de représentants |
| Total       | Total       | 32                                                                            | 16                                                                    | 8                                     | 4                        | 2                     |